# Sous-population
Une sous-population est, en statistique, une population que l'analyste isole au sein d'une population plus large afin d'en étudier les caractéristiques propres. En sociodémographie, cette opération fait généralement intervenir une réflexion sur l'effet d'âge, l'effet de génération et l'effet de période influant sur la variable étudiée.